# Championnats de Tunisie d'athlétisme 1993
Navigation
1992 1994
Les championnats de Tunisie d'athlétisme 1993 sont une compétition tunisienne d'athlétisme se disputant en 1993.

## Palmarès
| Discipline            | Hommes          | Hommes | Femmes | Femmes |
| --------------------- | --------------- | ------ | ------ | ------ |
| 100 m                 | Messaoud Fguiri | 11 s   |        |        |
| 200 m                 | Anis Riahi      | 21 s 4 |        |        |
| 400 m                 | Habib Dhouibi   | 48 s 4 |        |        |
| 800 m                 |                 |        |        |        |
| 1 500 m               |                 |        |        |        |
| 3 000 m               |                 |        |        |        |
| 5 000 m               |                 |        |        |        |
| 10 000 m              |                 |        |        |        |
| 100 m haies           |                 |        |        |        |
| 110 m haies           |                 |        |        |        |
| 400 m haies           |                 |        |        |        |
| 3 000 m steeple       |                 |        |        |        |
| Relais 4 × 100 mètres |                 |        |        |        |
| Relais 4 × 400 mètres |                 |        |        |        |
| Saut en longueur      | Anis Glali      | 7,40 m |        |        |
| Triple saut           |                 |        |        |        |
| Saut en hauteur       |                 |        |        |        |
| Saut à la perche      |                 |        |        |        |
| Lancer du poids       |                 |        |        |        |
| Lancer du disque      |                 |        |        |        |
| Lancer du marteau     |                 |        |        |        |
| Lancer du javelot     |                 |        |        |        |
| Décathlon             |                 |        |        |        |
| Heptathlon            |                 |        |        |        |
| Marathon              |                 |        |        |        |